# トニー・バジル
トニー・バジル（Toni Basil,トニー・ベイジルとも、1943年9月22日 - ）は、アメリカ合衆国・フィラデルフィア生まれの歌手・振付師・女優。

## 経歴
高校卒業後、60年代半ば頃からTV番組の振り付け師になる。映画『イージー・ライダー』にも出演。
70年代に活躍したダンスグループ、ザ・ロッカーズの一員でもあり、芸能関係に精通していた彼女の働きにより、このグループはショーダンサーとして成功した。彼らのダンスは後にロックダンスとして全米のみならず世界に浸透した。
その後1981年にレコード契約を結び、アルバム『Word Of Mouth』をリリース。1981年 - 1982年にかけてシングル曲「ミッキー」がイギリスで最初にヒットした。1982年12月にはビルボード全米No.1になり（キャッシュボックスでは1位になっていない）、累計で200万枚以上のレコードを売り上げた。「ミッキー」は、元は1979年にイギリスのグループ、レイシーが歌った「キティ(Kitty)」のリメイクであった。元気のいいチアリーダー・ソングで本人もラスベガスの高校でチアリーダーをやっていた経験があった。また、この曲はアル・ヤンコヴィックが「リッキー(Ricky)」というパロディを発表したほか、2004年に松浦ゴリエがカヴァーしている。
日本では一発屋の扱いもうけるが、女優・振付師として60年代から活動し、ジョージ・ルーカスの『アメリカン・グラフィティ』、ベット・ミドラー主演の『ザ・ローズ』をはじめ多数の振付に携わり、長いキャリアの中でエミー賞、グラミー賞を受賞している。